# Phragmidium andersonii
Phragmidium andersonii är en svampart som beskrevs av Shear 1902. Phragmidium andersonii ingår i släktet Phragmidium och familjen Phragmidiaceae.   Inga underarter finns listade i Catalogue of Life.